# Acoso textual
Acoso textual fue un programa de televisión chileno de corte femenino transmitido por Canal 13 en 2004 y luego en 2010. Fue conducido por Sergio Lagos, además de Vanessa Reiss, quien estuvo a cargo de Acoso textual: el otro sexo. También se realizó una versión argentina conducida por Horacio Cabak y transmitida por el canal América.

## Formato
Este es un innovador formato creado por la periodista Ximena Torres Cautivo, ex editora de la revista El Sábado de El Mercurio. Ocho mujeres toman el control para hablar de sus temas más íntimos, sus problemas y sus deseos. Asimismo, cada capítulo cuenta con un invitado masculino, al que se denomina "el acosado", quien debe responder cuánto sabe del sexo femenino. Más tarde, es interrogado por cada una de las ocho mujeres y evaluado por el público. Si le creen, su asiento subirá y, de lo contrario, bajará.
A raíz del éxito del programa, se crearon otros formatos como Acoso textual: El otro sexo, Acoso nocturno y Acoso textual: Frente a frente.

## Historia
Acoso textual debutó en el verano de 2004 en reemplazo del programa Pantalla abierta. El conductor Sergio Lagos moderó un variopinto panel de ocho mujeres que incluía, entre otras, a la periodista Soledad Onetto, quien amplió su perfil tras años ligada a la lectura de noticias. También destacaron la locutora radial Vanessa Reiss, la modelo María Laura Donoso y las actrices Katyna Huberman y Marisela Santibáñez.
Después de cuatro exitosos meses al aire, Canal 13 decidió innovar e invirtió el formato. Es decir, una mujer en la conducción y un panel de ocho hombres. Acoso textual, el otro sexo fue conducido por Vanessa Reiss y entre los panelistas tuvo al periodista Julián Elfenbein, el locutor Pablo Aguilera, el modelo Pedro Lladser y el empresario Emeterio Ureta.
En agosto de 2004 se retomó el formato original, regresando Sergio Lagos y las panelistas femeninas. Además, se unieron al panel la actriz Teresita Reyes, la periodista Verónica Díaz y una mujer anónima que cambiaba cada semana a partir de un concurso telefónico.
En paralelo, se lanzó un ciclo nocturno que se emitió los lunes a las 23:30 bajo el título Acoso nocturno, sin conductor y con cinco panelistas. Entre ellas, la editora Ximena Torres Cautivo.
Ante una caída en el rating, en su edición de lunes a viernes, Acoso textual cambio el panel femenino por un panel mixto y pasó a llamarse Acoso textual: Frente a frente. En esta etapa se unieron como panelistas el ex chico reality Rodrigo Rubio y el ex lector de noticias Eduardo Cruz Johnson. Como la audiencia no despegó, finalmente Acoso textual se despidió en diciembre de 2004.

### Regreso a la pantalla
Durante sus años fuera de pantalla, Acoso textual fue replicado en 2009 como una sección del programa Alfombra roja con varios invitados de la farándula nacional.
Al año siguiente, Canal 13 anunció el regreso del programa con Sergio Lagos, esta vez en el horario del mediodía, nuevamente con Sergio Lagos, pero con un grupo renovado de mujeres. Entre ellas, la ex conductora Jeannette Moenne-Loccoz, la periodista Carolina Honorato, las actrices María José Bello y María Elena Duvauchelle, además de una mujer anónima, Bernardita Reyes, quien fue elegida a través de un casting.
El estreno se fijó para el 9 de agosto de 2010 a las 11:30 de la mañana y con el presidente Sebastián Piñera como primer invitado. Sin embargo, debido al derrumbe en la mina San José, el mandatario canceló su visita y en su reemplazo asistió Aldo Schiappacasse, rostro del canal. El rating fue de solo 3 puntos.
Debido al bajo índice de audiencia, a partir del 7 de septiembre el programa se traslada al horario vespertino, a las 16:15 horas. Un mes más tarde, se realiza una reestructuración, saliendo las panelistas María Elena Duvauchelle, Virginia Araya y Bernardita Reyes, llegando María de los Ángeles Lasso y Renata Bravo, reduciéndose así, el número de panelistas a siete.
Sin embargo, a partir del 25 de octubre, el número de "acosadoras" baja a seis, ya que salen Elena Muñoz y María José Bello, y entra Raquel Calderón.
El 29 de noviembre, Renata Bravo se retira por su prenatal, y entra el 2 de noviembre, la cantante María José Quintanilla.
El programa finalizó a fines de 2010. Posteriormente se ha realizado esporádicamente como sección dentro del matinal Bienvenidos.
En 2022, se anunció una nueva versión del programa con similares características, esta vez llamado Juego textual. Sergio Lagos asumirá nuevamente la conducción, con un panel femenino compuesto por ocho mujeres: Katty Kowałeczko, Josefina Velasco, Daniela Aguayo, Tita Ureta, Rayén Araya, María Jimena Pereyra, Yazmín Vásquez y Begoña Basauri. Su estreno fue el 10 de octubre de 2022 en horario estelar (22:30).

## Panelistas 2004

### Primera temporada (enero -abril de 2004)
- Soledad Onetto
- Vanessa Reiss
- Marisela Santibáñez
- Katyna Huberman
- María de los Ángeles Lasso
- Magdalena de la Paz
- María Ester Roblero
- María Laura Donoso

### Acoso textual, el otro sexo (mayo-agosto de 2004)
- Pablo Aguilera
- Emeterio Ureta
- Julián Elfenbein
- Pablo Zúñiga
- Gabriel Prieto
- Pedro Lladser
- Hernán Hevia
- Eugenio Navarrete

### Segunda temporada (agosto-octubre de 2004)
- Soledad Onetto
- Vanessa Reiss
- Marisela Santibáñez
- Katyna Huberman
- María Ester Roblero
- Teresita Reyes
- Verónica Díaz
- Representante del público

### Acoso nocturno (2004)
- Marisela Santibáñez
- Vanessa Reiss
- María Laura Donoso
- Katyna Huberman
- Ximena Torres Cautivo

### Acoso textual: Frente a frente (octubre-noviembre de 2004)
- Soledad Onetto
- Marisela Santibáñez
- Katyna Huberman
- Vanessa Reiss
- Hernán Hevia
- Pablo Aguilera
- Eduardo Cruz-Johnson
- Rodrigo Rubio

## Panelistas 2010

### Panel inicial
- Jeannette Moenne-Loccoz, presentadora de televisión.
- Paula Sharim, actriz
- Carola Honorato, periodista y entrevistadora de Revista Cosas.
- María Elena Duvauchelle, actriz.
- Virginia Araya, periodista y conductora de Lo que el viento... de Radio Infinita.
- María José Bello, actriz.
- Elena Muñoz, actriz.
- Bernardita Reyes, dueña de casa.

### Integradas posteriormente
- Renata Bravo, actriz y comediante.
- María de los Ángeles Lasso, psicoastróloga.
- Raquel Calderón, cantante, actriz y estudiante de derecho.
- María José Quintanilla, cantante y presentadora de televisión.

## Cronología

### Agosto de 2010
| Programa | Fecha        | Acosado/a             |
| -------- | ------------ | --------------------- |
| 1        | 10 de agosto | Aldo Schiappacasse    |
| 2        | 11 de agosto | Cristián Campos       |
| 3        | 12 de agosto | Daniel Fuenzalida     |
| 4        | 13 de agosto | Nelson Ávila          |
| 5        | 14 de agosto | Fernanda Hansen       |
| 6        | 17 de agosto | Manuel José Ossandón  |
| 7        | 18 de agosto | Gonzalo Egas          |
| 8        | 19 de agosto | Diego Torres          |
| 9        | 20 de agosto | Pablo Macaya          |
| 10       | 21 de agosto | Ena von Baer          |
| 11       | 24 de agosto | Felipe Viel           |
| 12       | 25 de agosto | Patricio Tombolini    |
| 13       | 26 de agosto | Fabrizio Vasconcellos |
| 14       | 27 de agosto | Claudio Reyes         |
| 15       | 28 de agosto | Marta Larraechea      |
| 16       | 30 de agosto | Ricardo Lagos Weber   |
| 17       | 31 de agosto | Mario Horton          |

### Septiembre de 2010
| Programa | Fecha            | Acosado/a          |
| -------- | ---------------- | ------------------ |
| 18       | 1 de septiembre  | Martín Cárcamo     |
| 19       | 2 de septiembre  | Claudio Orrego     |
| 20       | 3 de septiembre  | Katherine Orellana |
| 21       | 6 de septiembre  | Eduardo Fuentes    |
| 22       | 7 de septiembre  | Roberto Dueñas     |
| 23       | 8 de septiembre  | Willy Sabor        |
| 24       | 9 de septiembre  | Cesar Sepúlveda    |
| 25       | 10 de septiembre | Belén Hidalgo      |
| 26       | 13 de septiembre | Alberto Espina     |
| 27       | 14 de septiembre | Renato Münster     |
| 28       | 15 de septiembre | Douglas            |
| 29       | 16 de septiembre | Sergio Lagos       |
| 30       | 17 de septiembre | Janis Pope         |
| 31       | 20 de septiembre | Checho Hirane      |
| 32       | 21 de septiembre | Francisco Vidal    |
| 33       | 22 de septiembre | Patricio Laguna    |
| 34       | 23 de septiembre | Mauricio Flores    |
| 35       | 24 de septiembre | Ximena Rincón      |
| 36       | 27 de septiembre | Ramón Farías       |
| 37       | 28 de septiembre | Diana Bolocco      |
| 38       | 29 de septiembre | Ignacio Garmendia  |
| 39       | 30 de septiembre | Javiera Parra      |

### Octubre de 2010
| Programa | Fecha         | Acosado/a              |
| -------- | ------------- | ---------------------- |
| 40       | 1 de octubre  | Cecilia Serrano        |
| 41       | 4 de octubre  | Leandro Martínez       |
| 42       | 5 de octubre  | Luis Jara              |
| 43       | 6 de octubre  | Javiera Díaz de Valdés |
| 44       | 7 de octubre  | Leo Rey                |
| 45       | 8 de octubre  | Carolina Arregui       |
| 46       | 11 de octubre | Augusto Schuster       |
| 47       | 14 de octubre | Karla Constant         |
| 48       | 15 de octubre | Tamara Acosta          |
| 49       | 18 de octubre | Alberto Plaza          |
| 50       | 19 de octubre | María José Quintanilla |
| 51       | 20 de octubre | Catalina Saavedra      |
| 52       | 21 de octubre | Paul Vásquez           |
| 53       | 22 de octubre | Pilar Sordo            |
| 54       | 25 de octubre | Eduardo Bonvallet      |
| 55       | 26 de octubre | David Bisbal           |
| 56       | 27 de octubre | Catalina Guerra        |
| 57       | 28 de octubre | Jennifer Warner        |
| 58       | 29 de octubre | Renata Bravo           |

### Noviembre de 2010
| Programa | Fecha           | Acosado/a               |
| -------- | --------------- | ----------------------- |
| 59       | 1 de noviembre  | Carolina Oliva          |
| 60       | 2 de noviembre  | Álvaro Escobar          |
| 61       | 3 de noviembre  | Mey Santamaría          |
| 62       | 4 de noviembre  | Andrea Molina           |
| 63       | 5 de noviembre  | Miguelito               |
| 64       | 8 de noviembre  | Teresita Reyes          |
| 65       | 9 de noviembre  | Eliseo Salazar          |
| 66       | 10 de noviembre | Luis Dimas              |
| 67       | 11 de noviembre | Juan José Gurruchaga    |
| 68       | 12 de noviembre | Julio César Rodríguez   |
| 69       | 15 de noviembre | Carolina Molina         |
| 70       | 16 de noviembre | Juanito Yarur           |
| 71       | 17 de noviembre | Arturo Walden "El Kiwi" |
| 72       | 18 de noviembre | Cristina Tocco          |
| 73       | 19 de noviembre | Jorge Alberti           |
| 74       | 22 de noviembre | Sebastián Jiménez       |
| 75       | 23 de noviembre | Andrea Dellacasa        |
| 76       | 24 de noviembre | Hotuiti Teao            |
| 77       | 25 de noviembre | Yamna Lobos             |
| 78       | 26 de noviembre | Christell Rodríguez     |
| 79       | 29 de noviembre | Nabih Chadud            |
| 80       | 30 de noviembre | Carolina Brethauer      |

### Diciembre de 2010
| Programa | Fecha           | Acosado/a           |
| -------- | --------------- | ------------------- |
| 81       | 1 de diciembre  | Mario Guerrero      |
| 82       | 2 de diciembre  | Berta Lasala        |
| 83       | 3 de diciembre  | Gabriele Benni      |
| 84       | 6 de diciembre  | Lily Pérez          |
| 85       | 7 de diciembre  | Alejandra Herrera   |
| 86       | 9 de diciembre  | Antonella Ríos      |
| 87       | 10 de diciembre | Marcela Osorio      |
| 88       | 13 de diciembre | Iván Arenas         |
| 89       | 14 de diciembre | Ingrid Cruz         |
| 90       | 15 de diciembre | Marcelo Comparini   |
| 91       | 16 de diciembre | Viví Rodrigues      |
| 92       | 17 de diciembre | Valentina Roth      |
| 93       | 20 de diciembre | María Alberó        |
| 94       | 21 de diciembre | Daniel Muñoz        |
| 95       | 22 de diciembre | Juan Andrés Salfate |
| 96       | 23 de diciembre | Pilar Cox           |
| 97       | 24 de diciembre | Claudio Moreno      |
| 98       | 27 de diciembre | Andrea Hoffman      |
| 99       | 28 de diciembre | Óscar Garcés        |
| 100      | 29 de diciembre | Marisela Santibáñez |
| 101      | 30 de diciembre | Arturo Ruiz-Tagle   |